# 第四大川橋梁 (会津鉄道会津線)
第四大川橋梁（だいよんおおかわきょうりょう）は、福島県南会津郡下郷町の阿賀川（大川）に架かる会津鉄道会津線の鉄道橋である。

## 概要
国鉄会津線（現・会津鉄道会津線）の湯野上駅（現湯野上温泉駅） - 会津田島駅間の延伸工事に伴って1934年（昭和9年）に完成した。湯野上駅 - 塔のへつり駅間の阿賀川（大川）に架かる全長108mの橋梁である（外部リンク参照）。

## 構造
単線上路ワーレントラス1連 + 上路プレートガーダー2連の形式であり、東京石川島造船所製である。

## 周辺
- 福島県道347号高陦田島線
- 国道121号
- 湯野上温泉
- 下郷町立江川小学校
- 江川郵便局